# Ferdinand von Reitzenstein (Sexualwissenschaftler)
Ferdinand Freiherr von Reitzenstein (* 24. September 1876 in Schwarzenstein, Oberfranken; † 30. August 1929 in Arnsdorf, Amtshauptmannschaft Dresden) war ein deutscher Sexualwissenschaftler und Kulturanthropologe.

## Leben
Nach dem Studium an der Universität München arbeitete Ferdinand Freiherr von Reitzenstein ab 1903 als Zeichenlehrer an einem Würzburger Gymnasium und ab 1906 als Chefredakteur der liberalen Wormser Volkszeitung. Nach einer 1908 veröffentlichten ethnologischen Abhandlung zur Urgeschichte der Ehe war er als Volontär in der amerikanischen Abteilung des Berliner Völkerkundemuseums tätig. Daneben veröffentlichte er eine Reihe populärwissenschaftlicher Bücher zur Kulturgeschichte von Liebe und Ehe, engagierte sich in der Berliner Gesellschaft für Anthropologie, Ethnologie und Urgeschichte und im Redaktionsbeirat der sexualethnologischen Zeitschrift Anthropophyteia. Von der Gründung 1912 bis zu seiner Entlassung 1914 arbeitete er als Leiter der ethnographischen Abteilung des Deutschen Hygiene-Museums in Dresden. Während des Ersten Weltkriegs hielt er völkerkundliche Vorträge beim Generalkommando. 
Nach dem Krieg wandte er sich der Sexualforschung und -reform zu. Er war ab 1920 Herausgeber der Zeitschrift Geschlecht und Gesellschaft und nahm 1921 am Ersten Internationalen Kongreß für Sexualreform auf sexualwissenschaftlicher Grundlage teil. Ab 1923 leitete er die anthropologisch-ethnologische Sammlung des von Magnus Hirschfeld gegründeten Institut für Sexualwissenschaft in Berlin. Parallel leitete er in Dresden einen Verein zur Sexualreform. Zudem war er Mitarbeiter des 1923 von Max Marcuse herausgegebenen Handwörterbuchs der Sexualwissenschaft.
Infolge eines Schlaganfalls, den Reitzenstein 1925 erlitt, verlor er das Sprechvermögen und seine Schreibhand war gelähmt. Er wurde 1926 in die sächsische Landes-Heil- und Pflegeanstalt Arnsdorf eingeliefert, wo er drei Jahre später starb.

## Werk (Auswahl)
- Literatur von und über Ferdinand von Reitzenstein im Katalog der Deutschen Nationalbibliothek
- Projekt Gutenberg-DE:  Bibliothek der Sexualwissenschaft. 36 Klassiker der Sexualwissenschaft als Faksimile auf DVD. Verlag Hille & Partner. ISBN 978-3-86511-524-9
- Bilder aus der Kulturgeschichte der Liebe und Ehe (Stuttgart : Franckh 1908–1912), 6 Bände
  - Bd. 1 Urgeschichte der Ehe : ihre Bildung und ihr Entwicklungsgang Digitalisat der 8. Aufl. 1908 = allgemein, ohne VPN-USA zugängliche Kopie des Digitalisats auf Internet Archive
  - Bd. 2 Die Entwicklungsgeschichte der Liebe Digitalisat der University of California im Hathitrust = allgemein, ohne VPN-USA zugängliche Kopie des Digitalisats auf Internet Archive, Digitalisat der Columbia University = allgemein, ohne VPN-USA zugängliche Kopie des Digitalisats auf Internet Archive
  - Bd. 3/4 Liebe und Ehe im alten Orient Digitalisat der 2. Aufl. 1909 = allgemein, ohne VPN-USA zugängliche Kopie des Digitalisats auf Internet Archive
  - Bd. 5 Liebe und Ehe im europäischen Altertum Digitalisat der 1. Aufl. 1910 = allgemein, ohne VPN-USA zugängliche Kopie des Digitalisats auf Internet Archive
  - Bd. 6 Liebe und Ehe Mittelalter Digitalisat der 1. Aufl. 1912 = allgemein, ohne VPN-USA zugängliche Kopie des Digitalisats auf Internet Archive
  - Bd. 7 Renaissance (in Band 9 als geplanter Band ausgewiesen; nie erschienen)
  - Bd. 8 Neueste Zeit (in Band 9 als geplanter Band ausgewiesen; nie erschienen)
  - Bd. 9 Liebe und Ehe in Ostasien und bei den Kulturvölkern Altamerikas Digitalisat der 1. Aufl. 1910 = [ allgemein, ohne VPN-USA zugängliche Kopie des Digitalisats auf Internet Archive]
- Durchsicht und Neu-Herausgabe von Hermann Heinrich Ploss: Das Weib bei den Naturvölkern. 11. Auflage. Neufeld & Henius, Berlin. (1927)